# Pikonema scutellatum
Pikonema scutellatum är en stekelart som först beskrevs av Hartig 1837.  Pikonema scutellatum ingår i släktet Pikonema, och familjen bladsteklar. Arten är reproducerande i Sverige.